# Едуард Дмитрик
Едуард Дмитрик (на английски: Edward Dmytryk) е американски режисьор.

## Биография
Дмитрик е роден на 4 септември 1908 г. в Гранд Форкс. Родителите му са полско-украинските имигранти Франсис (Березовски) и Михаил Дмитрик. Семейството заживява в Сан Франциско, а по-късно и в Лос Анджелис. След като майка му почива, баща му се жени повторно.
Работи като асистент в Парамаунт Пикчърс) за 6 долара на седмица, докато е студент. След това става монтажист, а на 31 години вече е режисьор и натурализиран гражданин на САЩ.
Дмитрик се жени за актрисата Жан Портър на 12 май 1948 г. Почива на 90 години на 1 юли 1999 г. в Енсино от сърдечна и бъбречна недостатъчност. Погребан е в Холивуд.

## Избрана филмография
| Година | Филм                | Оригинално заглавие |
| ------ | ------------------- | ------------------- |
| 1944   | Убийство, скъпа моя | Murder, My Sweet    |
| 1947   | Кръстосан огън      | Crossfire           |
| 1949   | Дайте ни този ден   | Give Us This Day    |
| 1954   | Бунтът на Кейн      | The Caine Mutiny    |
| 1954   | Счупено копие       | Broken Lance        |
| 1958   | Младите лъвове      | The Young Lions     |
| 1959   | Уарлок              | Warlock             |
| 1965   | Мираж               | Mirage              |
| 1966   | Алварес Кели        | Alvarez Kelly       |
| 1968   | Шалако              | Shalako             |
| 1972   | Синята брада        | Bluebeard           |